# Pacto Federal Castellano
El Pacto Federal Castellano es el nombre que recibió un manifiesto interno del Partido Republicano Federal de 1869 elaborado en la ciudad de Valladolid el martes 15 de junio de dicho año. Dicho documento estaba firmado por miembros del partido de 17 provincias: Albacete, Ávila, Burgos, Ciudad Real, Cuenca, Guadalajara, León, Logroño (actual La Rioja), Madrid, Palencia, Santander (actual Cantabria), Salamanca, Segovia, Soria, Toledo, Valladolid y Zamora.
Este pacto estuvo precedido por el Pacto de Tortosa del mes anterior (que agrupaba a los territorios de la antigua Corona de Aragón) y el pacto de Córdoba, constituido el 12 de junio por los representantes federales de las provincias de Andalucía, Extremadura y Murcia. Le siguieron el pacto de Éibar, para las Vascongadas y Navarra, y el de La Coruña, que agrupaba a Galicia y Asturias. A finales de julio se constituyó en Madrid un Pacto Nacional del que surgió un Consejo Nacional que debía entenderse «con las asambleas de los cinco Pactos».

## Contenido
Dicho acuerdo contenía dos objetivos fundamentales: 
- Reafirmar la necesidad de un cambio de régimen (la reina Isabel II acababa de caer y poco tiempo después se proclamaría la Primera República).
- Garantizar que el nuevo sistema político que se constituya reconozca institucionalmente la identidad de Castilla como pueblo diferenciado, es decir con derecho a su propia articulación política.[3] Sin embargo, se insistía en que la forma republicana federal «lejos de determinar el rompimiento de la unidad nacional, la exige y estrecha más íntimamente».[2]

Según dicho documento el «estado de Castilla la Vieja» lo constituirían las provincias de Ávila, Burgos, León, Logroño, Palencia, Santander, Salamanca, Segovia, Soria, Valladolid y Zamora, mientras que el «estado de Castilla la Nueva» lo constituirían las provincias de Albacete, Ciudad Real, Cuenca, Guadalajara, Madrid y Toledo.
Dichas provincias conformaban las regiones históricas de Castilla La Vieja, Castilla La Nueva y León, y desde los pactos autonómicos de 1981 constituyen las comunidades autónomas de Cantabria, La Rioja, Castilla y León, Madrid y Castilla-La Mancha.
Cada estado tendría su propia capitalidad, la ciudad de Valladolid en el primer caso, la de Madrid en el segundo. En el Pacto Federal Castellano, la territorialidad de Castilla era la de los libros El valor de Castilla (1926) y Las Castillas y León. Teoría de una nación (1982) o la defendida desde la Asociación de Escritores Regionalistas Castellanos (1936). En el mismo sentido, el filósofo Pedro González García (zamorano), en 1906, afirmaba que las fronteras entre la Castilla primigenia y León eran «meros accidentes de limitación histórica». La procedencia de los equipos fundadores de la Federación Castellana de Fútbol (1932-1987) revelaba el reconocimiento, en gran medida, del mapa de Castilla de los autores citados y obras mencionadas por parte de los clubes.
El Pacto Federal Castellano es el antecedente de la Constitución Federal de Toro (1883).
Llegó a editarse el diario El Confederal, que llevaba el subtítulo de órgano del Pacto Federal de Castilla.
En 1931, el Pacto ya mereció la atención de Narciso Alonso Cortés (fundador de la Sociedad Castellana de Excursiones y de Revista Castellana) en su artículo "Política regionalista: la Federación Castellana" (El Norte de Castilla, 14 de mayo de 1931).

## Representantes
Estos fueron los representantes que firmaron por cada provincia:

Provincias con representantes del Partido Federal firmantes del documento, sobre la división territorial de España en 1833

- Por Ávila: Mariano de Marcoartú, Nicolás Hernández, Juan José Paz.
- Por Albacete: Francisco Valero, Ramón López de Haro, Mariano García, Antonio Ochando, Tomás Pérez, Ramón Moreno e Ignacio Villarino
- Por Burgos: Martín Barrera, Lucio Brogeras, Felipe Corral y Francisco Aparicio
- Por Ciudad Real: Dámaso de Barrenengoa e Ignacio Cortés
- Por Cuenca: Ramón Castellano y Pablo Correa
- Por Madrid: José María Orense (Presidente), Antonio Merino, Ricardo Lupiani y Andrés Balló
- Por Guadalajara: Inocente Fernández-Abás
- Por León: Juan Téllez Vicén y Leocadio Cacho
- Por Logroño: Alberto Ruiz y Royo, José Sáenz de Santamaría y Tirso Crespo
- Por Palencia: Antonio Domingo, Ciriaco Tejedor, Casimiro Junco y Lorenzo González
- Por Salamanca: Tomás Roldán, Pedro Martín Benitas, Anastasio Redondo y Aniano Gómez
- Por Santander: Prudencio Sañudo y José María Herrán
- Por Segovia: Nicomedes Perier, Eloy Palacios y Pedro Ochoa
- Por Soria: Miguel Morayta
- Por Toledo: Mariano Villanueva (Vicepresidente), Luis Villaseñor y de Oliva, Norberto García-Roco y José Beltrán
- Por Valladolid: Manuel Pérez-Terán (Vicepresidente), Lucas Guerra y Pedro Romero
- Por Zamora: Dionisio Guerra, Tirso Sainz de Baranda, Lázaro Somoza, Hermenegildo García, Juan Fernández-Cuevas y Cipriano Camerón

## Otras propuestas similares en los territorios abarcados por el Pacto Federal Castellano
Tan solo unos meses después de la firma del Pacto Federal Castellano, en septiembre, representantes de Ciudad Real, Albacete y Cuenca del mismo Partido Republicano Federal firmaron el Pacto Federal Manchego, generando una dualidad entre los regionalismos manchego y castellano.
Años después, en 1873, algunos sectores dentro de la Comisión Provincial de León del Partido Republicano Federal, elaboraron un escrito en el que se distanciaban del proyecto de constitución del «Estado Federal de Castilla la Vieja», aunque no existió posicionamiento común del Partido en esa provincia. Años después, en 1883, republicanos federalistas de la provincia de León participaron en la firma de un nuevo pacto federal, conocido por Constitución Federal de Toro, con otros republicanos federalistas de Valladolid y Zamora.
Por otra parte, catorce años más tarde, en 1883 se celebró en la ciudad riojana de Haro una asamblea presidida por el político federalista Juan Sayol en la que se aprobó la Constitución Republicana Federal del Estado Riojano para que La Rioja se constituyera como una república federal dentro de España. Sin embargo, como otras propuestas federalistas de la época, no se pudo poner en práctica y quedó en "mero papel".